# Rosslare
Rosslare (irl. Ros Láir) – nadmorska wieś w hrabstwie Wexford w Irlandii. Liczba mieszkańców w 2011 roku wynosiła 1547 osób.